# 孫嶐
孫嶐（？—？），字平山，号蓼村，福建惠安人，清朝政治人物。
孫嶐為乾隆元年（1736年）丙辰科進士，乾隆七年（1742年）由漳平教諭陞任臺灣府儒學教授，未到任以告老歸。